# Cala Vinyes

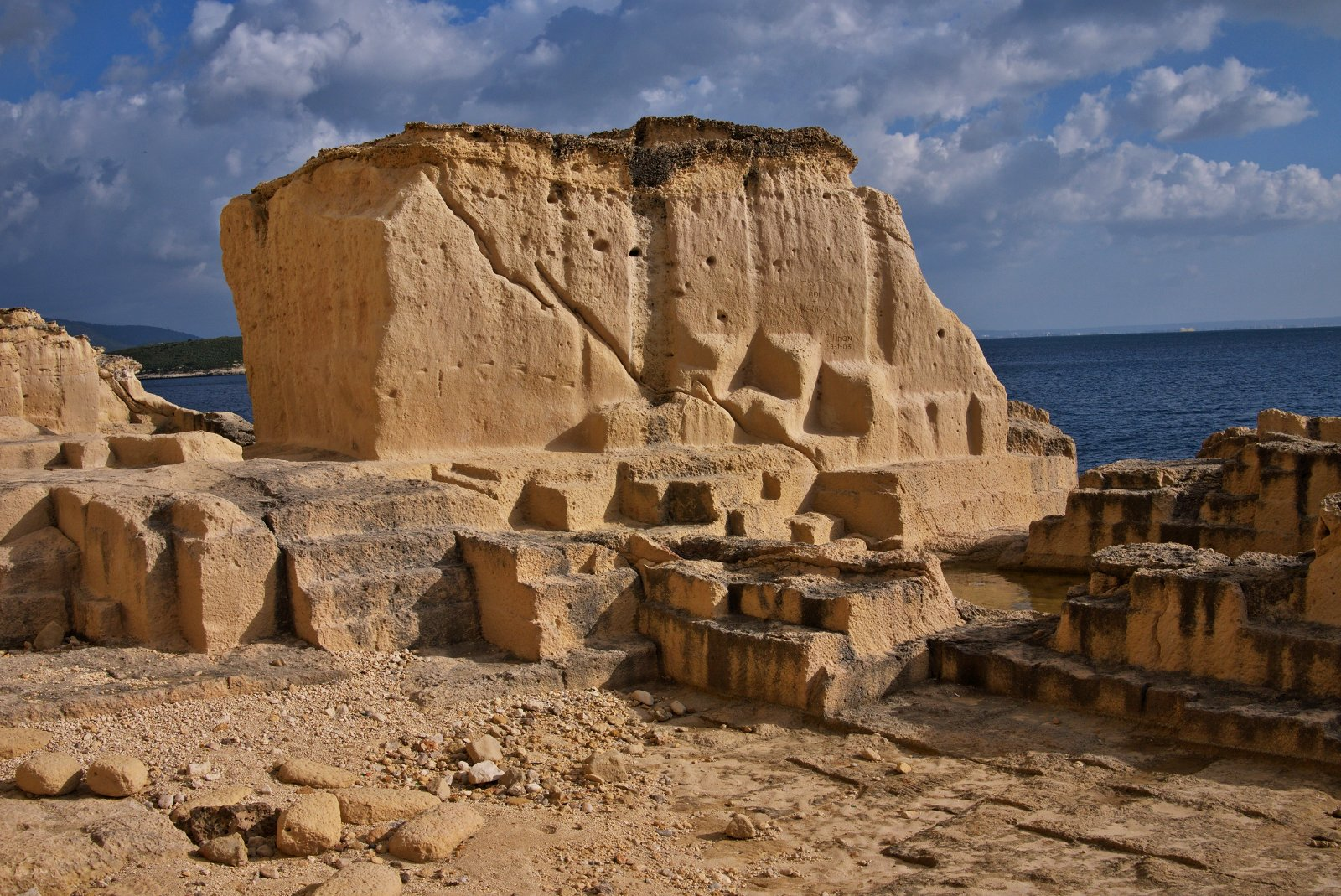
Antiga pedrera de marès d'on s'extreia les pedres per fer la Seu de Palma.

Cala Vinyes es troba a set quilòmetres de Calvià, situada entre Cap des Falcó i Magaluf. És una platja de 35 m de llargada per 90 m d'amplada.Està inclosa dins un nucli urbà amb hotels i apartaments construïts molt a prop de la platja.
S'hi pot trobar nuclis residencial, allotjaments de vacances i altres serveis destinats al lleure.
Un entrant de mar rectangular finalitza en dues platges que formen aquest areny de gra fi i color daurat.
Les embarcacions amb una eslora inferiors als 12 metres hi poden trobar unes condicions òptimes per a l'ancoratge. La platja és oberta a vents de component est i sud-est.
El millor lloc per calar se situa a l'entrada de la bocana, on es trobarà un fons d'arena a una profunditat que oscil·la entre els tres i els sis metres. A 2,3 milles marines s'hi troba Club Nàutic Portals Vells.
A prop hi ha una antiga pedrera de mares d'on s'extreia pedra per fer la Seu de Palma.